# Clori (figlia di Orcomeno)
Clori (in greco antico Χλωρίς) od anche citata come Cloride è un personaggio della mitologia greca, figlia di Orcomeno.  

## Mitologia
Sposa del veggente Ampice partorì Mopso che divenne a sua volta un rinomato veggente e che cresciuto si unì agli Argonauti. 

Le Argonautiche orfiche la citano con un nome diverso, Aregone.